# Anglars
Anglars è un comune francese di 165 abitanti situato nel dipartimento del Lot nella regione dell'Occitania. Il comune fa parte della regione naturale francese della Limargue. 
Tra Anglars e Lacapelle-Marival nasce il fiume Ouysse.

## Società

### Evoluzione demografica
Abitanti censiti